# 鲁万维利耶
鲁万维利耶（法語：Roinvilliers，法語發音：[ʁwɛ̃vilje] ⓘ）是法国法兰西岛大区埃松省的一个市镇，属于埃唐普区。

## 地理
鲁万维利耶（48°21'23"N, 2°14'28"E）面积7.16 平方千米，位于法国法蘭西島大區埃松省，该省份为法国北部内陆省份，北起上塞纳省和马恩河谷省，西接厄尔-卢瓦省和伊夫林省，南至卢瓦雷省，东临塞纳-马恩省。
与鲁万维利耶接壤的市镇（或旧市镇、城区）包括：布瓦埃尔潘、鲁夫尔圣让、阿贝维尔-拉里维耶尔、布朗迪、梅皮。

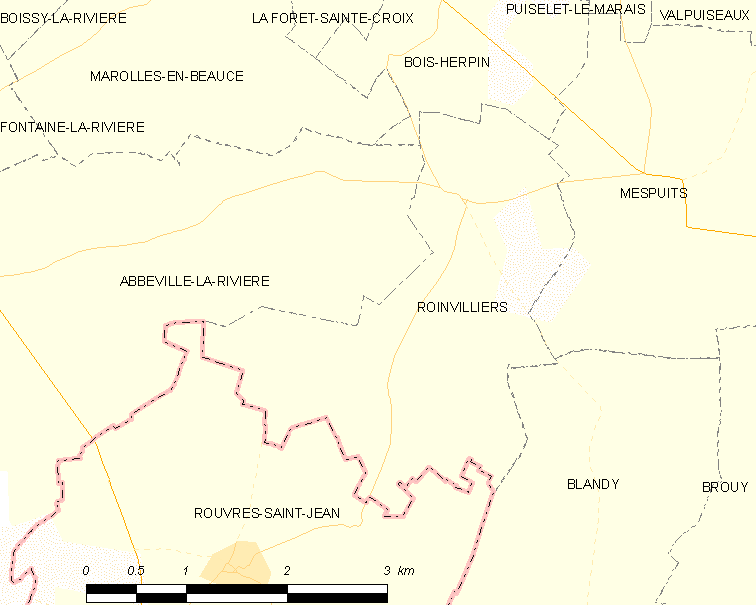
鲁万维利耶的OSM定位图

鲁万维利耶的时区为UTC+01:00、UTC+02:00（夏令时）。

## 行政
鲁万维利耶的邮政编码为91150，INSEE市镇编码为91526。

## 政治
鲁万维利耶所属的省级选区为埃唐普县。

## 人口

1962-2008年间鲁万维利耶人口变化图示

鲁万维利耶于2022年1月1日时的人口数量为110人。